# Leptotarsus (Pehlkea) columbianus
Leptotarsus (Pehlkea) columbianus is een tweevleugelige uit de familie langpootmuggen (Tipulidae). De soort komt voor in het Neotropisch gebied.